# Consejo Intergubernamental de Países Exportadores de Cobre

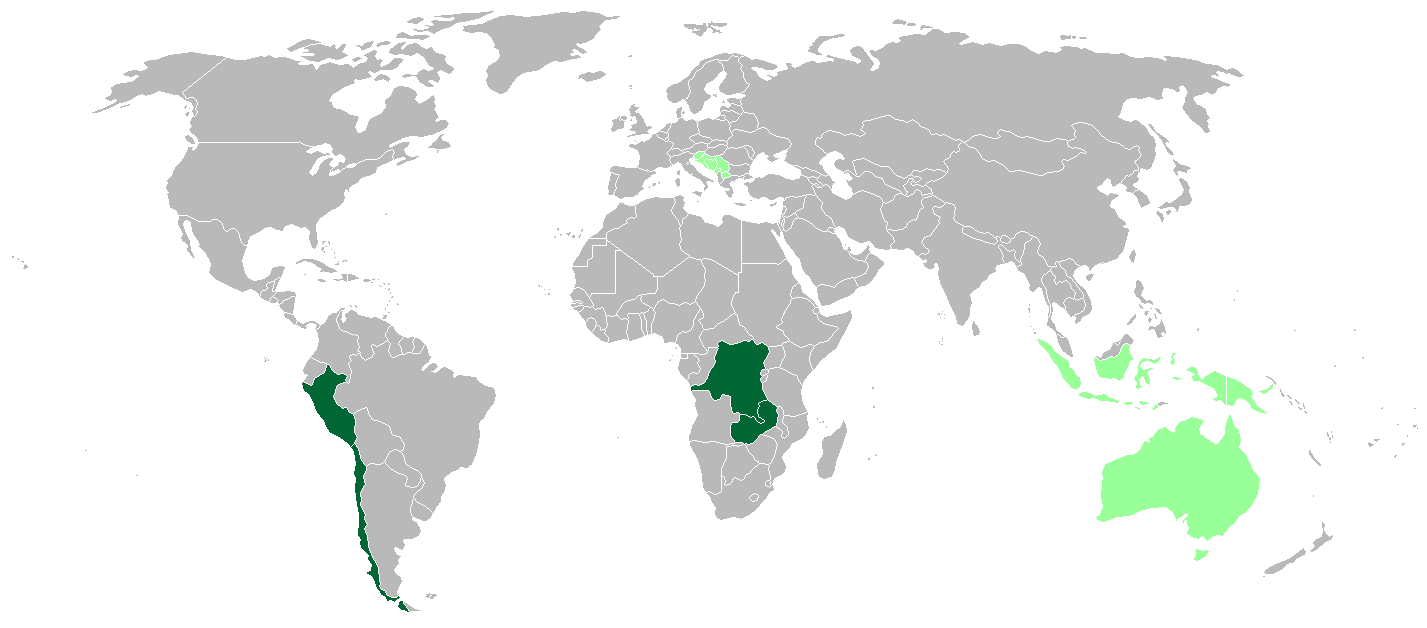
Mapa con los países miembros.

El Consejo Intergubernamental de Países Exportadores de Cobre (CIPEC) fue fundado en 1967 en Lusaka por iniciativa de Chile, primer exportador mundial de cobre, y que agrupa a Perú, Zaire y Zambia. Su objetivo era coordinar las políticas de los países miembros a fin de optimizar los ingresos provenientes de la explotación del cobre. En 1975, se unieron al CIPEC otros cuatro países: Australia, Indonesia, Papúa Nueva Guinea y Yugoslavia; sin embargo, fue disuelto en 1988.
En total, el CIPEC representaba alrededor del 30% del mercado mundial de cobre y más del 50% de las reservas mundiales conocidas. El intento de sus miembros de conseguir un incremento de los precios fracasó, especialmente durante la crisis de 1975-1976. Esta situación conllevó un cambio de política de parte de Chile que puso fin en definitiva a la organización. Varios expertos estiman que el poder de mercado del CIPEC era insignificante, pues la demanda residual que enfrentó era muy elástica (mucho mayor en comparación con la Organización de Países Exportadores de Petróleo, por ejemplo). La incapacidad para reducir la producción durante el período de funcionamiento del CIPEC parece validar la hipótesis. 
- Datos: Q1023742